# یلو سولفور (ویرجینیا)
یلو سولفور (به انگلیسی: Yellow Sulphur) یک منطقهٔ مسکونی در ایالات متحده آمریکا است که در شهرستان مونتگومری، ویرجینیا واقع شده‌است. یلو سولفور ۵۶۲٫۰۶ متر بالاتر از سطح دریا قرار دارد.